# New Kent
New Kent är administrativ huvudort i New Kent County i Virginia. Vid 2010 års folkräkning hade New Kent 239 invånare.